# Alfred Nentwich
Alfred Nentwich též Alfréd Nentwich (10. listopadu 1896 Benešov u Heřmánkovic – 18. listopadu 1964 Hofheim in Unterfranken), byl československý politik německé národnosti a meziválečný poslanec Národního shromáždění za Sudetoněmeckou stranu.

## Biografie
Byl synem obchodníka. Vystudoval gymnázium a zemědělskou školu v Libverdě, která byla pobočkou pražské německé techniky. Získal titul diplomovaného inženýra. Profesí byl velkoobchodníkem v Děčíně.
V parlamentních volbách v roce 1935 se stal poslancem Národního shromáždění. Na mandát ale již v říjnu 1935 rezignoval, když byl z SdP vyloučen a na jeho místo nastoupil jeho stranický kolega Erich Hirte.
Po druhé světové válce žil v Západním Německu (ve městě Hofheim in Unterfranken). Byl zde politicky aktivní. Kandidoval v roce 1949 do Bavorského zemského sněmu za sociálně demokratickou SPD.